# Вулиця Богдана Хмельницького (Київ, Деснянський район)
Ву́лиця Богда́на Хмельни́цького — вулиця в Деснянському районі міста Києва, житловий масив Вигурівщина-Троєщина. Пролягала від вулиці Героїв Енергетиків до Крайньої вулиці. Майже всі будинки знесено в 1990-х роках, зберігся двоповерховий будинок № 61 обабіч Крайньої вулиці.

## Історія
Виникла як одна з вулиць с. Вигурівщина, на кутку Квартал у 1-й половині XX століття як вулиця без назви. Сучасна назва — з 1965 року, на честь Богдана Хмельницького.